# Crazy Horse (음반)
| 전문가 평가              | 전문가 평가 |
| 평가 점수                | 평가 점수   |
| 출처                     | 점수        |
| ------------------------ | ----------- |
| Allmusic                 | [ 2 ]       |
| Christgau's Record Guide | A–          |

《Crazy Horse》는 미국의 록 밴드 크레이지 호스의 데뷔 음반으로 1971년 리프리즈 레코드가 발매했다. 이 음반은 닐 영 없이 녹음된 대니 휘튼이 참여한 밴드의 유일한 음반이며 빌보드 200 차트에서 84위로 정점을 찍었다.

## 배경
이 밴드의 멤버들은 1968년에 이미 로켓츠라는 이름으로 음반을 발매했고 닐 영과 함께 크레이지 호스라는 이름으로 두 번 녹음에 참여했다. 로켓츠의 핵심 트리오인 대니 휘튼, 빌리 탤벗, 랄프 몰리나는 1969년 영의 음반 《Everybody Knows This Is Nowhere》에 연주 지원을 제공했고 1970년 영의 음반 《After the Gold Rush》에 수록된 곡들을 연주했다. 필 스펙터의 레킹 크루의 멤버이자 롤링 스톤스의 녹음에서 활동했던 프로듀서 겸 키보디스트인 잭 니체는 영과 함께 데뷔 솔로 음반과 버펄로 스프링필드의 트랙을 작업했다. 그는 1970년 초 짧은 투어에서 영을 지원하기 위해 크레이지 호스로 원고 되었다. 《After the Gold Rush》를 위한 세션 동안, 그들은 10대 멀티 악기 연주자 닐스 로프그렌을 만났고, 그는 이 음반에 맞춰 밴드에 합류했다. 이 밴드는 영과의 관계에서 얻은 노출 이후 리프리즈 레코드와 계약을 맺었다.
이 음반은 휘튼이 그룹에서 탈퇴하고 1972년 알코올 겸 디아제팜 과다복용으로 사망하기 전 마지막으로 녹음한 음반이다. 휘튼의 점점 변덕스러운 연주(헤로인 중독과 오랜 류머티스 관절염)로 인해 기타리스트 라이 쿠더는 세 곡의 세션 음악가로 남게 되었다. 쿠더는 이전에 롤링 스톤스와 영의 데뷔 솔로 음반 세션에서 니체와 함께 작업했었다.

## 곡 목록
| #  | 제목                              | 작사·작곡              | 재생 시간 |
| -- | --------------------------------- | ---------------------- | --------- |
| 1. | 〈Gone Dead Train〉               | 러스 타이틀먼, 잭 니체 | 4:06      |
| 2. | 〈Dance, Dance, Dance〉           | 닐 영                  | 2:10      |
| 3. | 〈Look at All the Things〉        | 대니 휘튼              | 3:13      |
| 4. | 〈Beggars Day〉                   | 닐스 로프그렌          | 4:28      |
| 5. | 〈I Don't Want to Talk About It〉 | 휘튼                   | 5:18      |

| #  | 제목               | 작사·작곡      | 재생 시간 |
| -- | ------------------ | -------------- | --------- |
| 1. | 〈Downtown〉       | 휘튼, 영       | 3:14      |
| 2. | 〈Carolay〉        | 타이틀먼, 니체 | 2:52      |
| 3. | 〈Dirty, Dirty〉   | 휘튼           | 3:31      |
| 4. | 〈Nobody〉         | 로프그렌       | 2:35      |
| 5. | 〈I'll Get By〉    | 휘튼           | 3:08      |
| 6. | 〈Crow Jane Lady〉 | 니체           | 4:24      |